# Brownanthus
Brownanthus é um género botânico pertencente à família Aizoaceae.